# Braggit
Braggit ist ein eher selten vorkommendes Mineral aus der Mineralklasse der „Sulfide und Sulfosalze“ mit der idealisierten chemischen Zusammensetzung PtS und damit chemisch gesehen ein Platin(II)-sulfid.
Braggit kristallisiert im tetragonalen Kristallsystem und findet sich meist in Form gerundeter Körner und Nuggets, kann aber bis zu zwei Zentimeter große, prismatische Kristalle entwickeln. Das in jeder Form undurchsichtige (opake) Mineral ist von stahlgrauer Farbe mit einem metallischen Glanz auf den Oberflächen. Im Auflicht kann Braggit aber auch weiß erscheinen.

## Etymologie und Geschichte
Entdeckt wurde Braggit erstmals in der Gemeinde Rustenburg, genauer der Grube Rustenburg Town & Townlands, in der ehemaligen Provinz Transvaal (heute Nordwest) von Südafrika. Da für die Entschlüsselung der Kristallstruktur auch Material aus der Umgebung von Mokopane (auch Potgietersrus) im Distrikt Waterberg der Provinz Limpopo analysiert wurde, gilt dieser Fundort ebenfalls als Typlokalität.
Die Erstbeschreibung erfolgte 1932 durch F. A. Bannister. Die chemischen Analysen führte M. H. Hey durch. Bannister nannte das neu entdeckte Mineral Braggit, zu Ehren von William Henry Bragg und seinem Sohn William Lawrence Bragg, die das auf der Röntgenbeugung beruhende Braggsche Spektrometerverfahren entwickelten, das die Bestimmung von Kristallstrukturen revolutionierte. Braggit war das erste neu entdeckte Mineral, das mithilfe dieser Methode analysiert wurde.
Das Typmaterial des Minerals wird im Natural History Museum in London (England) unter der Sammlungs-Nr. 1932,1303–1304 und im National Museum of Natural History in Washington, D.C. (USA) unter der Sammlungs-Nr. 105857 aufbewahrt.

## Klassifikation
In der veralteten 8. Auflage der Mineralsystematik nach Strunz gehörte der Braggit zur Mineralklasse der „Sulfide und Sulfosalze“ und dort zur Abteilung der „Sulfide mit [dem Stoffmengenverhältnis] M : S = 1 : 1“, wo er zusammen mit Cooperit die „Braggit-Cooperit-Gruppe“ mit der System-Nr. II/B.16 und dem weiteren Mitglied Vysotskit bildete.
Im Lapis-Mineralienverzeichnis nach Stefan Weiß, das sich aus Rücksicht auf private Sammler und institutionelle Sammlungen noch nach dieser alten Form der Systematik von Karl Hugo Strunz richtet, erhielt das Mineral die System- und Mineral-Nr. II/C.25-20. In der „Lapis-Systematik“ entspricht dies ebenfalls der Klasse der „Sulfide und Sulfosalze“, dort allerdings der Abteilung „Sulfide mit [dem Stoffmengenverhältnis] Metall : S,Se,Te ≈ 1 : 1“, wo Braggit zusammen mit Cooperit und Vysotskit eine eigenständige, aber unbenannte Gruppe bildet (Stand 2018).
Die seit 2001 gültige und von der International Mineralogical Association (IMA) bis 2009 aktualisierte 9. Auflage der Strunz’schen Mineralsystematik ordnet den Braggit ebenfalls in die Abteilung der „Metallsulfide, M : S = 1 : 1 (und ähnliche)“ ein. Diese ist allerdings weiter unterteilt nach den in der Verbindung vorherrschenden Metallen, so dass das Mineral entsprechend seiner Zusammensetzung in der Unterabteilung „mit Nickel (Ni), Eisen (Fe), Cobalt (Co) usw.“ zu finden ist, wo es ebenfalls zusammen mit Cooperit und Vysotskit die „Braggitgruppe“ mit der System-Nr. 2.CC.35a bildet.
Auch die vorwiegend im englischen Sprachraum gebräuchliche Systematik der Minerale nach Dana ordnet den Braggit in die Klasse der „Sulfide und Sulfosalze“ und dort in die Abteilung der „Sulfidminerale“ ein. Hier ist er in der „Cooperitgruppe“ mit der System-Nr. 02.08.05 innerhalb der Unterabteilung „Sulfide – einschließlich Seleniden und Telluriden – mit der Zusammensetzung AmBnXp, mit (m+n) : p = 1 : 1“ zu finden.

## Chemismus
In der theoretisch idealen, das heißt stoffreinen Verbindung von Cooperit (PtS) besteht das Mineral aus Platin (Pt) und Schwefel (S) im Stoffmengenverhältnis von 1 : 1. Dies entspricht einem Massenanteil (Gewichts-%) von 85,88 Gew.-% Pt und 14,12 Gew.-% S.
Die Mikrosondenanalysen an den natürlichen Mineralproben aus der Typlokalität Potgietersrus in Südafrika ergaben dagegen eine davon abweichende, durchschnittliche Zusammensetzung von 63,2 Gew.-% Pt und 17,4 Gew.-% S sowie zusätzliche Gehalte von 15,4 Gew.-% Palladium (Pd) und 4,4 Gew.-% Nickel (Ni). Weitere Analysen an ähnlichen Mineralproben aus dem Stillwater-Komplex im US-Bundesstaat Montana ergaben ebenfalls eine abweichende Zusammensetzung von 62,1 Gew.-% Pt und 16,9 Gew.-% S sowie zusätzlich 19,0 Gew.-% Pd und 2,0 Gew.-% Ni.
Entsprechend dieser ermittelten Werte errechnete sich die empirische Formel zu (Pt0,60Pd0,27Ni0,14)Σ=1,01S1,00 beziehungsweise (Pt0,60Pd0,34Ni0,06)Σ=1,00S1,00, die zur Mischformel (Pt,Pd,Ni)S vereinfacht wurde. Von der IMA akzeptiert wird allerdings nur die idealisierte Endgliedformel PtS.
Braggit bildet mit Vysotskit ((Pd,Ni)S) eine Mischkristallreihe.

## Kristallstruktur
Braggit kristallisiert in der tetragonalen Raumgruppe P42/m (Raumgruppen-Nr. 84) mit den Gitterparametern a = 6,37 Å und c = 6,56 Å sowie 8 Formeleinheiten pro Elementarzelle.

## Modifikationen und Varietäten
Die Verbindung PtS ist dimorph und kommt in der Natur neben dem tetragonal kristallisierenden Braggit noch als ebenfalls tetragonal, jedoch mit anderer Raumgruppe und anderen Gitterparametern kristallisierender Cooperit vor.

## Bildung und Fundorte
Braggit bildet sich bei hohen Temperaturen in mafischen Intrusionen mit geschichteter Struktur. An seiner Typlokalität Mokopane (auch Potgietersrus) in Südafrika trat das Mineral in Paragenese mit Sperrylith, Cooperit, Laurit, gediegen Platin auf. Als weitere Begleitminerale kamen im Stillwater-Komplex im US-Bundesstaat Montana noch Chalkopyrit, Cubanit, gediegen Gold, Isoferroplatin, Keithconnit, Kotulskit, nickelhaltiger Mackinawit, Moncheit, Pentlandit, Pyrrhotin, palladiumhaltiger Tulameenit und Vysotskit hinzu.
Als eher selten vorkommende Mineralbildung kann Braggit an verschiedenen Fundorten zum Teil zwar reichlich vorhanden sein, insgesamt ist er aber wenig verbreitet. Weltweit sind bisher etwas mehr als 110 Fundstätten (Stand 2020). In Südafrika trat Braggit außer an seinen Typlokalitäten in der Gemeinde Rustenburg und der Umgebung von Mokopane noch in vielen weiteren Gruben in den Provinzen Nordwest beziehungsweise Provinz Limpopo auf. Zu den bekannteren Fundstätten gehören hier unter anderem das Merensky Reef in Nordwest sowie die Driekop-Platinmine im Distrikt Sekhukhune und die Onverwacht-Mine bei Mashishing (ehemals Lydenburg) in Mpumalanga. Außerdem fand sich das Mineral allgemein im Witwatersrand und im Bushveld-Komplex.
In Österreich konnte Braggit bisher nur in einer unbenannten Chromit-Grube am Mitterberg bei Sankt Stefan ob Leoben und bei Kraubath an der Mur im Bezirk Leoben im österreichischen Bundesland Steiermark gefunden werden.
Weitere Fundorte liegen unter anderem in Australien, Brasilien, Bulgarien, China, Ecuador, Finnland, Griechenland, Indien, Kanada, Madagaskar, Myanmar, Neuseeland, Russland, Schottland im Vereinigten Königreich, Sierra Leone, Simbabwe, Spanien, der Türkei sowie in den US-Bundesstaaten Minnesota, Montana und Pennsylvania.